# Чжан Чуньцяо
Чжан Чуньцяо (кит. трад. 張春橋, упр. 张春桥, пиньинь Zhāng Chūnqiáo) (1 февраля 1917, Цзюйе, Шаньдун, Китайская Республика — 21 апреля 2005, Шанхай, КНР) — китайский политический и государственный деятель, писатель, член Союза китайских писателей, участник «Банды четырёх». Мэр Шанхая (1967—1976), секретарь Шанхайского горкома (1971—1976).

## Биография
Родился 1 февраля 1917 года в уезде Цзюйе провинции Шаньдун.
В 1938 году вступил в Коммунистическую партию Китая.
В 1966—1969 состоял в Группе по делам Культурной революции. Вместе с женой Мао Цзэдуна Цзян Цин, а также с Яо Вэньюанем и Ван Хунвэнем принадлежал к группировке руководителей Коммунистической партии Китая, известной под названием «Банда четырёх», которая впоследствии была обвинена в контрреволюционной деятельности во времена Культурной революции.
В 1969—1976 член Политбюро ЦК КПК. В 1973—1976 член Постоянного комитета Политбюро ЦК КПК.
В 1975—1976 начальник Главного политуправления Народно-освободительной армии Китая и вице-премьер Госсовета КНР.
После смерти Мао Цзэдуна в Китае развернулась борьба за власть, в результате которой в 1976 году Чжан Чуньцяо и другие участники «Банды четырёх» были арестованы. В 1981 году Чжан Чуньцяо был приговорён специальным трибуналом Верховного народного суда к смертной казни с отсрочкой приговора на 2 года.
В 1983 году смертный приговор был заменён на пожизненное заключение с пожизненным лишением политических прав, а в 1997 году заменён на лишение свободы на 18 лет с лишением политических прав на 10 лет. В 1998 году по состоянию здоровья под поручительство был отпущен для лечения вне стен тюрьмы.
Умер в одной из больниц Шанхая от рака 21 апреля 2005 года.